# Montmédy-Haut
Montmédy-Haut is een plaats met ongeveer 100 inwoners in het Franse departement Meuse in de gemeente Montmédy.

## Geschiedenis

### Middeleeuwen
Arnold III, graaf van Chiny, liet in 1221 de eerste burcht van Montmédy bouwen: het château de Mady, waaraan de plaats zijn naam te danken heeft. Van 1221 tot 1364 was Montmédy de hoofdplaats van het graafschap Chiny.
In 1364 werd het graafschap ingelijfd bij het hertogdom Luxemburg. Hertog Wenceslaus I van Luxemburg liet er tussen 1364 en 1383 korte tijd zilveren munten (zogenaamde sterlings) slaan.

### Overgang naar Frankrijk
In de periode 1559 tot 1579 heeft gouverneur Antoine d’Allamont van de stad een vesting gemaakt. Na de Tachtigjarige Oorlog, bij de Vrede van Westfalen in 1648 werd Montmédy als deel van Luxemburg ingedeeld bij de Spaanse Nederlanden. In 1657 werd Montmédy belegerd door Lodewijk XIV van Frankrijk en ingenomen door de Fransen en op 9 november 1659 ging het gebied bij de Vrede van de Pyreneeën ingedeeld bij het prinsbisdom Metz, een van de door Frankrijk gecontroleerde Trois-Évêchés. 

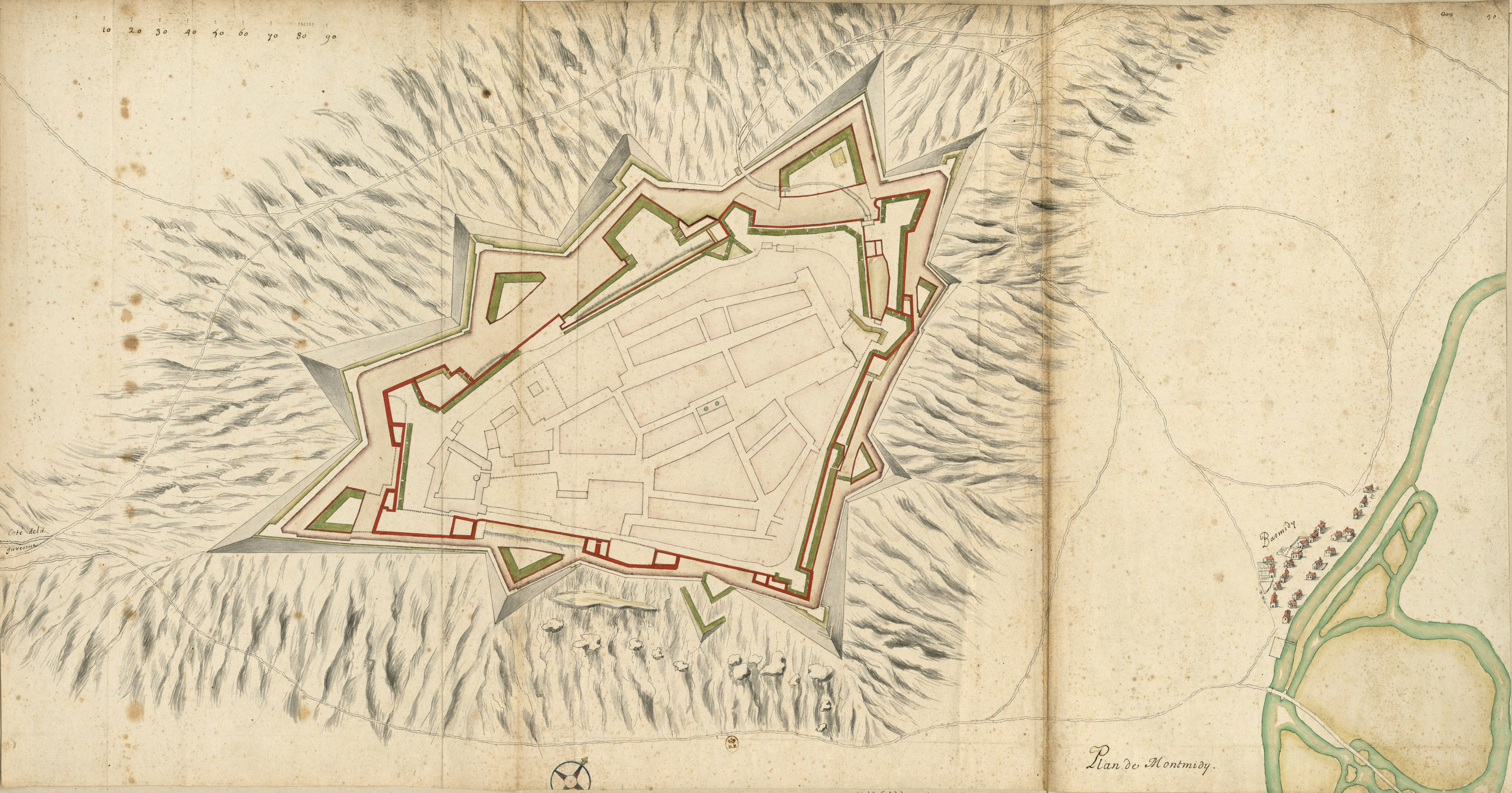
Kaart van de citadel na de uitbreidingen door Vauban

In deze periode werden in de vesting onder andere een kazerne, een kerk, een school en woonruimte voor gezinnen gebouwd. Deze citadel behoorde tot de verdedigingslinie aangelegd door Sébastien Le Prestre de Vauban aan de noordgrens van Frankrijk en hij bracht veel veranderingen aan de vestingwerken aan, zoals de uitgebouwde bastions.
Na de annexatie van het hertogdom Lotharingen in 1766 werd de aparte generaliteit van de Trois-Évêchés opgeheven en het gebied bij de provincie Lotharingen gevoegd.

De citadel
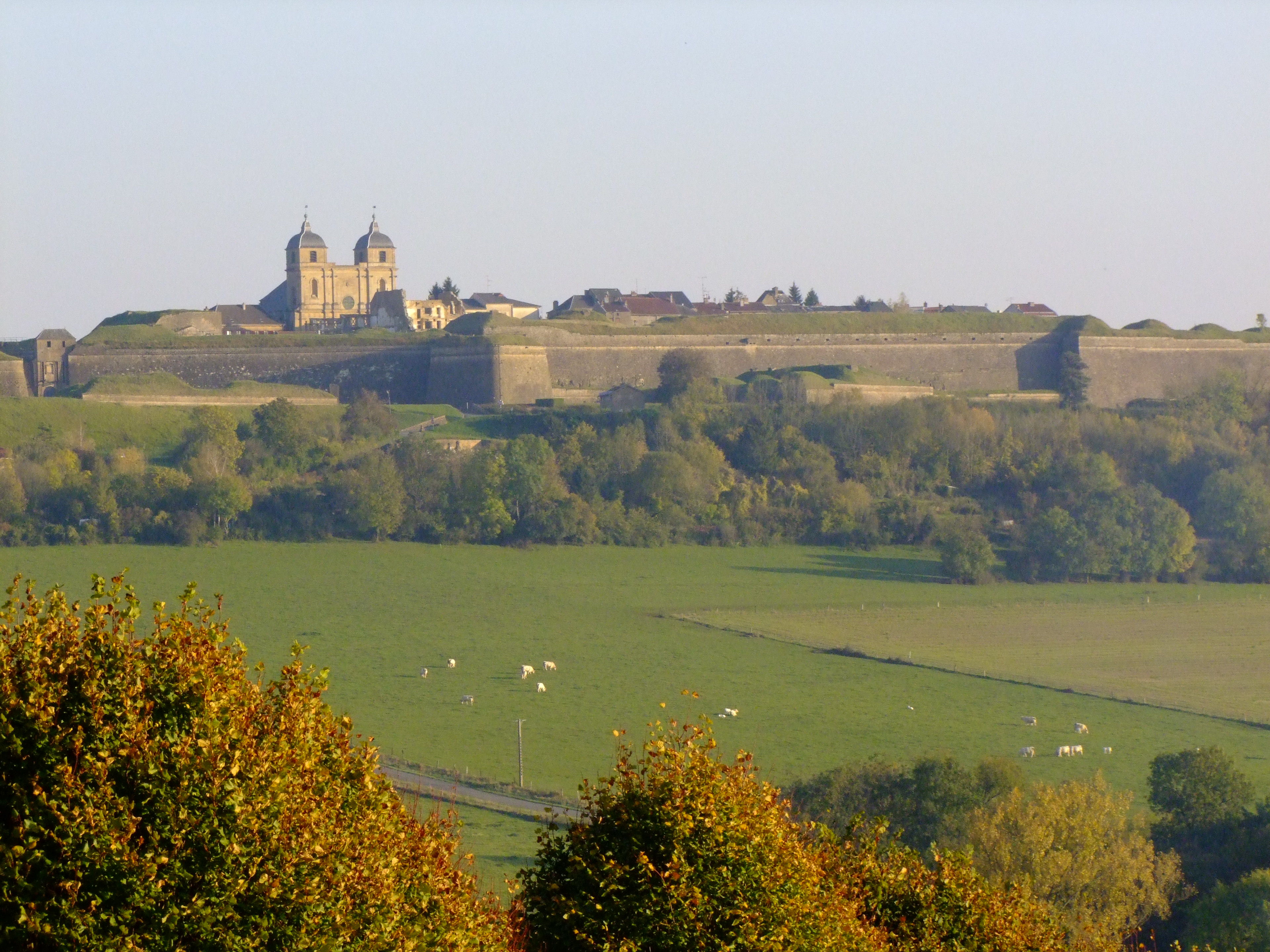
De Citadel, gezien vanuit Thonne-les-Près.
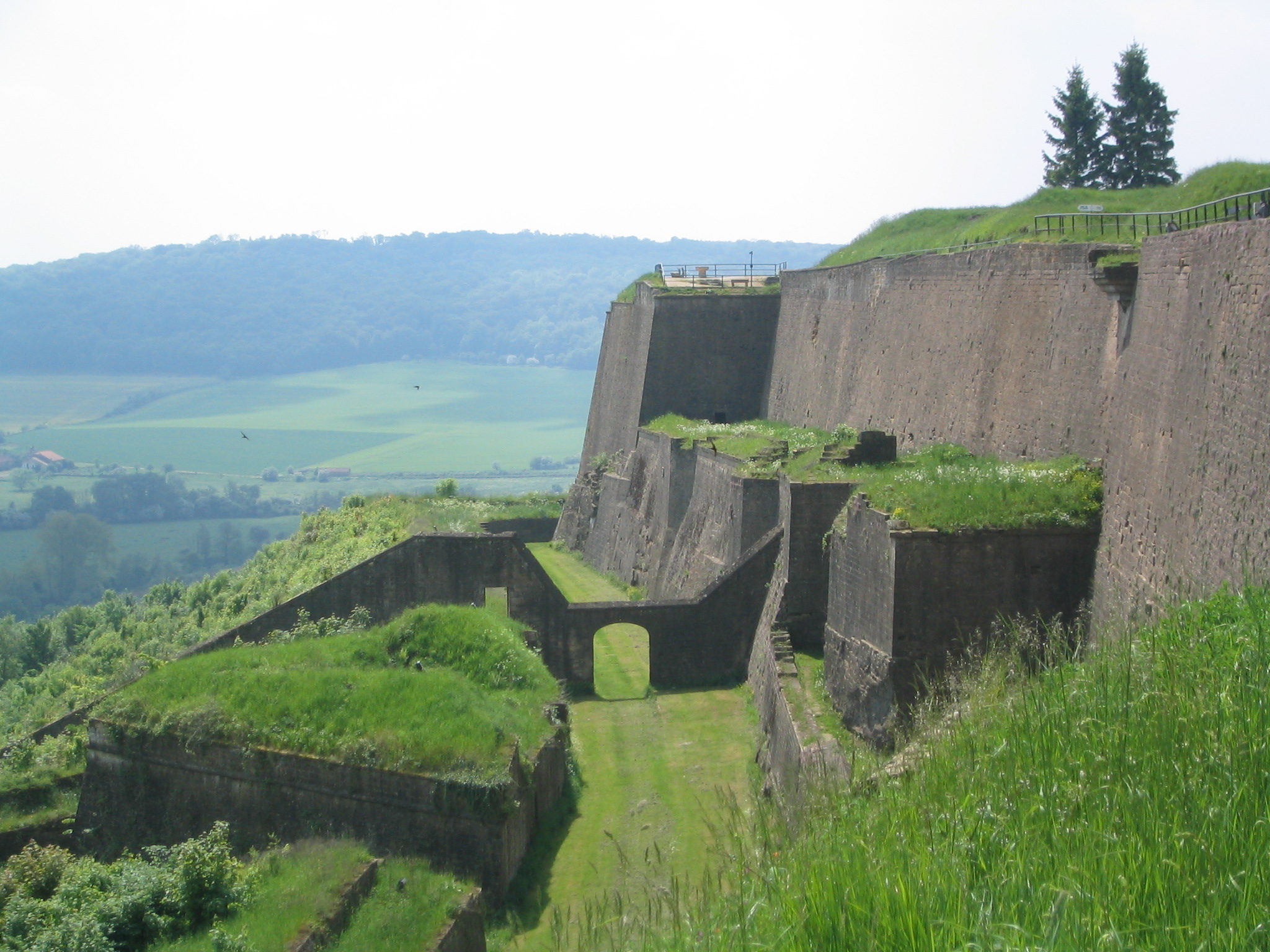
De grachten van de citadel.
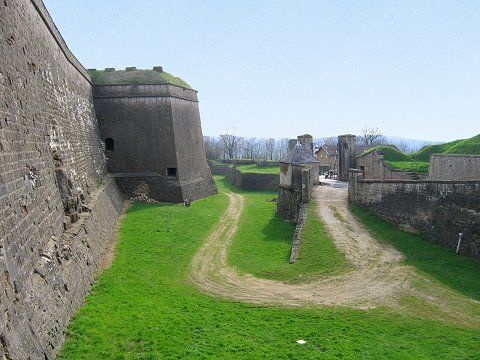
Uitzicht vanaf de tweede poort.
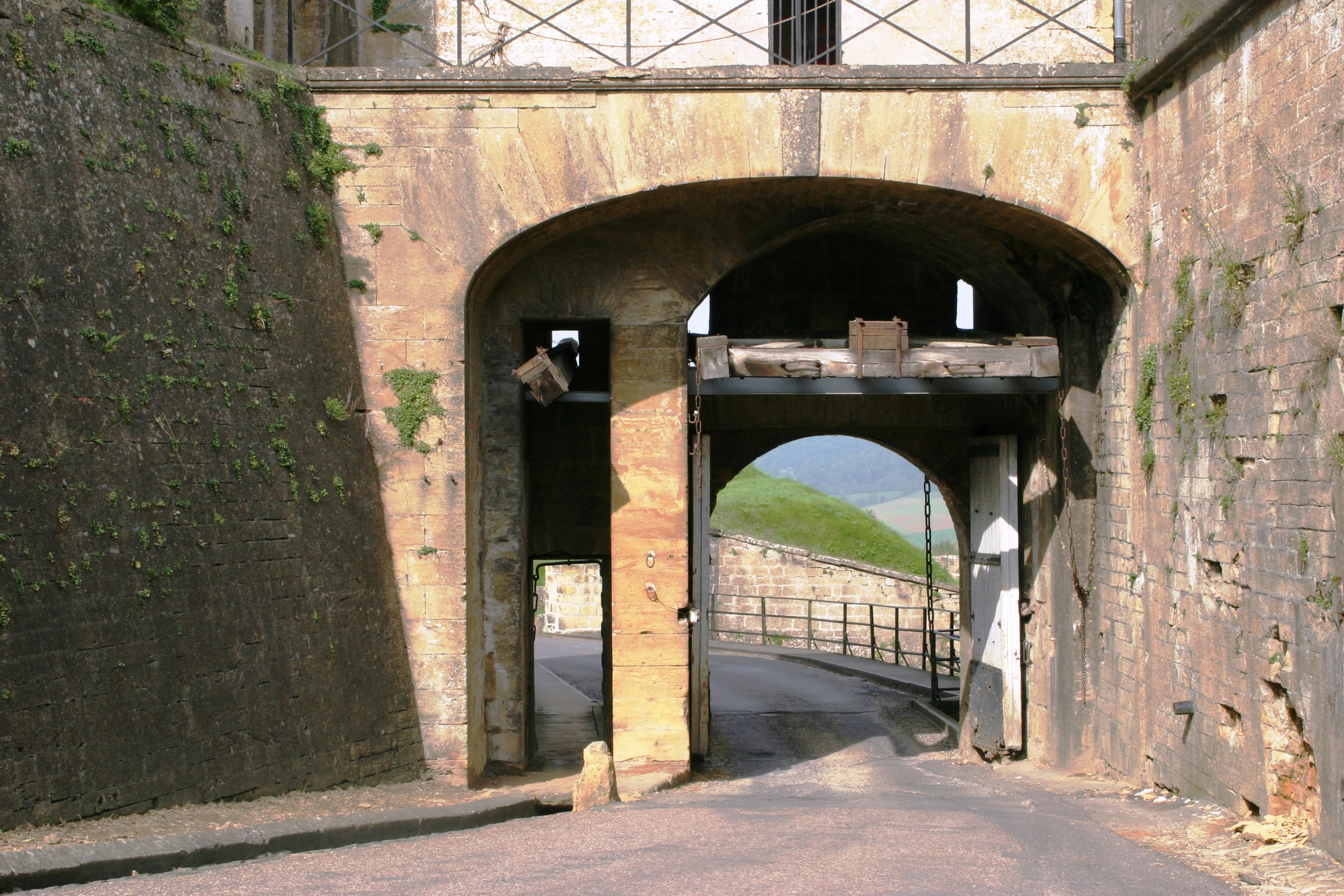
De tweede poort, van binnen naar buiten gezien.

### Franse Revolutie
Montmédy was de eindbestemming die Lodewijk XVI gekozen had voor zijn vlucht uit Parijs in juni 1791, aangezien het garnizoen van de vesting loyaal was gebleven. Van daaruit hoopte hij samen met andere trouw gebleven royalisten het verzet te kunnen leiden tegen het bewind dat hem ten val had gebracht tijdens de Franse Revolutie van 1789. Samen met zijn vrouw Marie Antoinette en hun gevolg werd hij echter herkend en ingerekend te Varennes-en-Argonne op zowat 50 kilometer van Montmédy. In het naburige Thonnelle herinnert een gedenkplaat op de woning waar hij verwacht werd aan deze historische gebeurtenis.

### Zevende Coalitieoorlog
De eerste grote test van de door Vauban aangelegde linie vond plaats na de Slag bij Waterloo aan het einde van de Napoleontische oorlogen. De vesting werd door de geallieerden van 16 juli tot 22 september 1815 belegerd. Na de nederlaag was de vesting zwaar toegetakeld.

### Frans-Pruisische oorlog
In de Frans-Duitse Oorlog wordt het belangrijke spoorwegknooppunt door de Pruisische veertiende divisie onder leiding van generaal Georg von Kameke vanaf 7 december 1870 belegerd. Tijdens het Beleg van Montmédy werden naar schatting ruim 6.000 granaten afgeschoten op de circa 3.000 verdedigers en opnieuw werd de stad zwaar beschadigd voordat het garnizoen zich op 14 december overgaf. Onder meer het stadhuis en de sous-préfecture werden vernield en nooit meer heropgebouwd in Montmédy-Haut, maar vervangen door nieuwbouw in de benedenstad.
De oorlog is uiteindelijk zo'n 40 kilometer ten westen van Montmédy, bij Sedan, in het voordeel van de Duitsers beslist, toen Napoleon III zich overgaf.

### Eerste Wereldoorlog

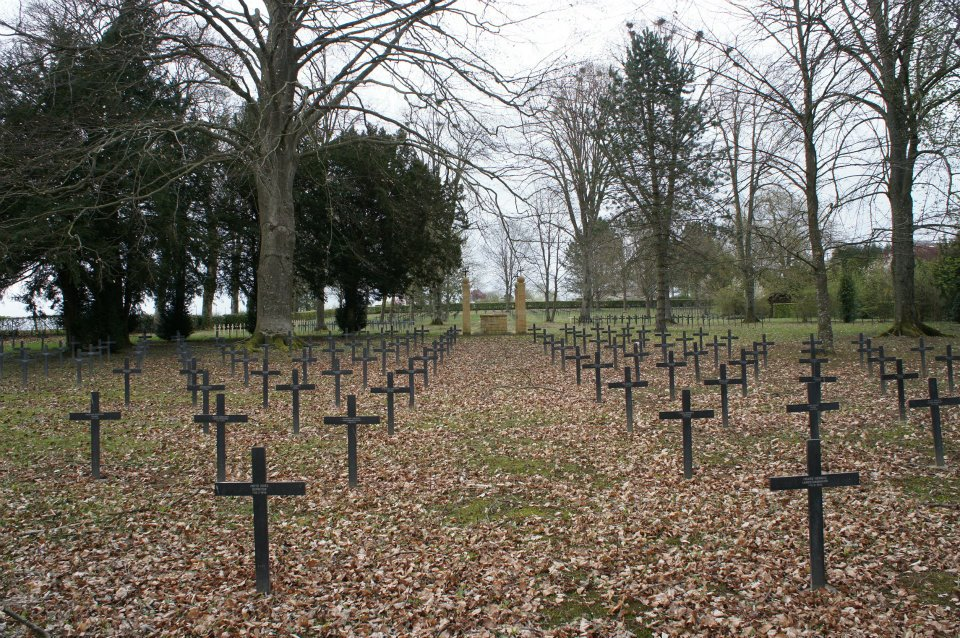
Duits soldatenkerkhof te Montmédy

Ook in 1914 bij het begin van de Eerste Wereldoorlog was er een garnizoen gevestigd in de vesting van Montmédy. Al in het begin van de strijd werd besloten de vesting te ontruimen en het 2300 man tellende garnizoen probeerde Verdun te bereiken. Slechts 20 man en één officier bereikten uiteindelijk dit doel.
Montmédy was tijdens de oorlog wel een belangrijk logistiek centrum voor de Duitse bezetter. De stad was immers sinds begin 1914 via smalspoor verbonden met Verdun, en deze spoorweg was van kapitaal belang voor de aanvoer van troepen en materiaal naar het front bij Verdun. Ook de afvoer van slachtoffers van het front werd via Montmédy, waar verschillende lazaretten gevestigd waren, georganiseerd. Er liggen te Montmédy ook meer dan 2.500 Duitse soldaten begraven, waarvan een aantal in massagraven, de meesten op een soldatenkerkhof, een kleiner aantal ook op de gemeentelijke begraafplaatsen. Tijdens de bezetting legden de Duitsers o.a. beslag op de orgelpijpen van het kerkorgel in de Sint-Martinuskerk van de bovenstad om deze te hersmelten voor oorlogsgebruik. Ontdaan van de orgelpijpen raakte het instrument volledig in verval. Bijna 100 jaar later en na ongeveer tien jaar actievoeren en geld inzamelen door een lokale vzw kon op 27 oktober 2013 het volledig gerestaureerd buffetorgel in gebruik genomen worden met een inhuldigingsconcert door Olivier Vernet.

### Na de Eerste Wereldoorlog
Na de oorlog speelde de plaats nooit meer een strategische rol van betekenis en liep Montmédy-Haut zo goed als leeg. Zowel het leger als de lokale besturen (onder-prefectuur) verhuisden naar de benedenstad en vele huizen raakten in verval. Hoewel een aantal gebouwen al gerenoveerd werd zijn er ook vandaag nog verschillende bouwvallen, waaronder het refugehuis van de Abdij Notre-Dame d'Orval. Een aantal van de kazematten in de citadel zijn ondertussen verhuurd als atelier voor kunstenaars. Ook de kerk wordt op dit ogenblik gerenoveerd, in het najaar van 2013 werd er een nieuw orgel geplaatst en de kerk zelf werd ondertussen ontwijd en bruikbaar gemaakt als ruimte voor conferenties, tentoonstellingen en concerten. In de citadel is ook een museum gevestigd dat behalve aan zijn geschiedenis ook gewijd is aan de naturalistische schilder Jules Bastien-Lepage, geboren in Damvillers, zowat 20 kilometer ten zuiden van Montmédy.

De stad
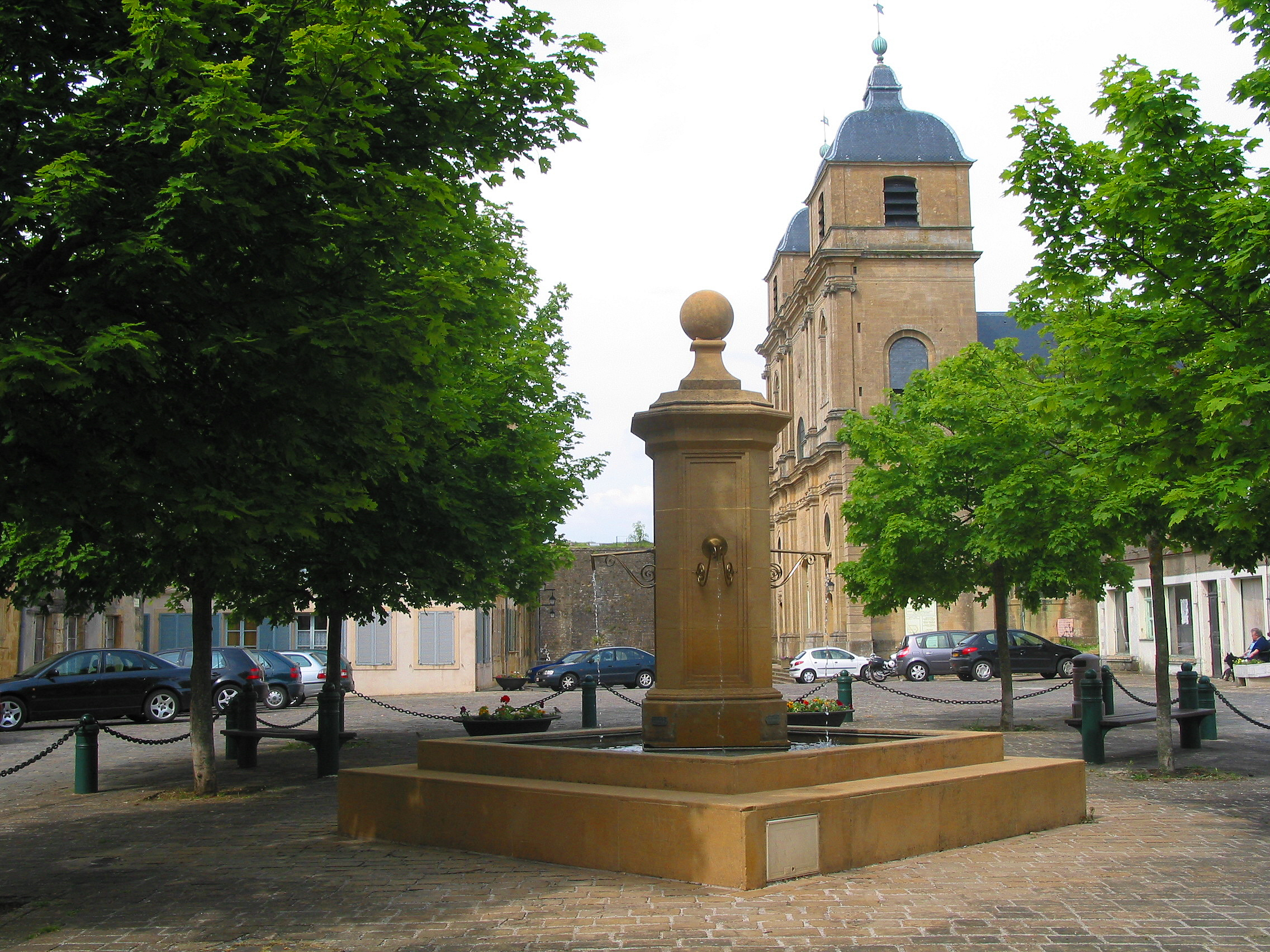
Place de l'hôtel de ville
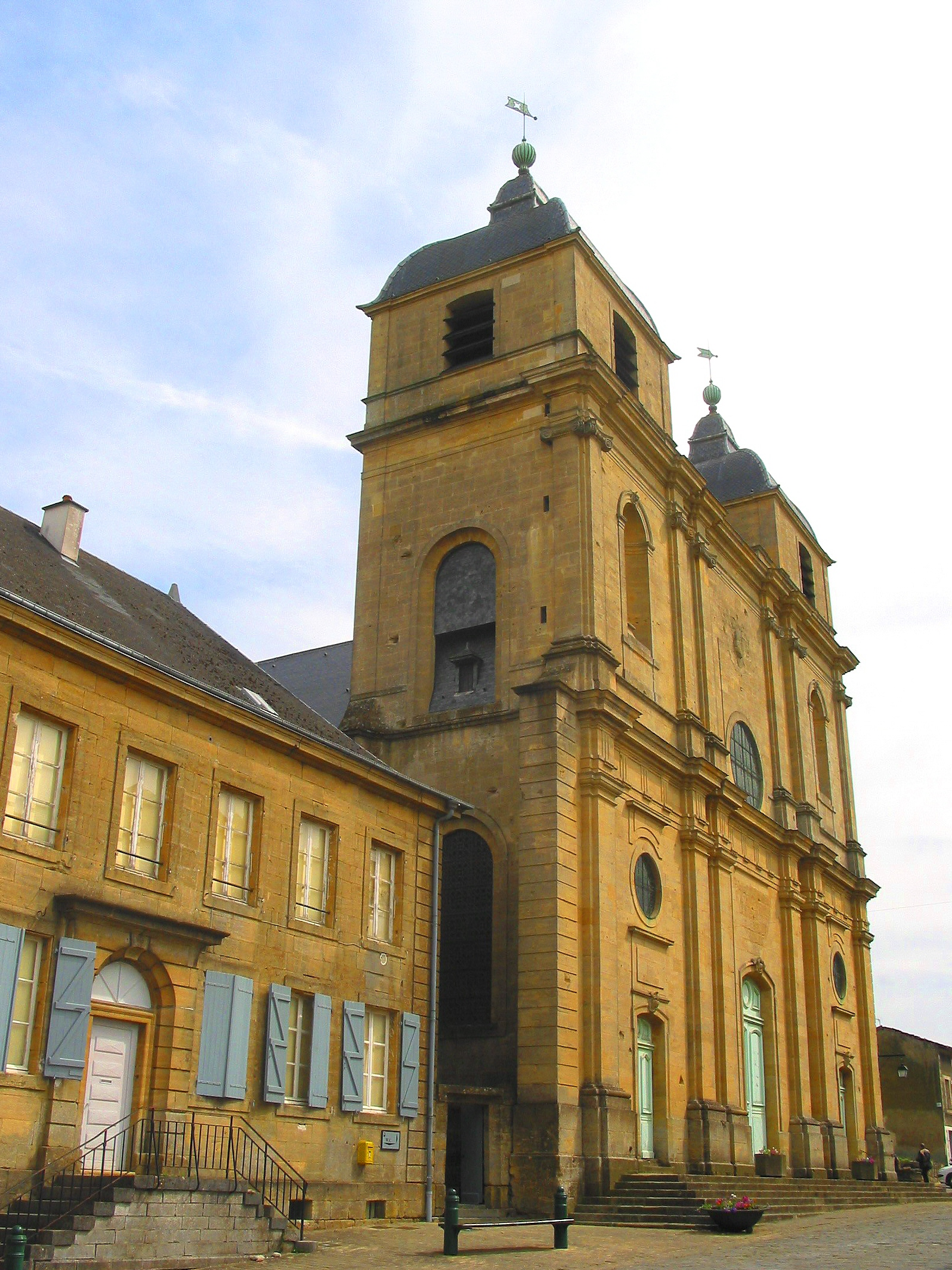
Sint-Maartenskerk (1790)
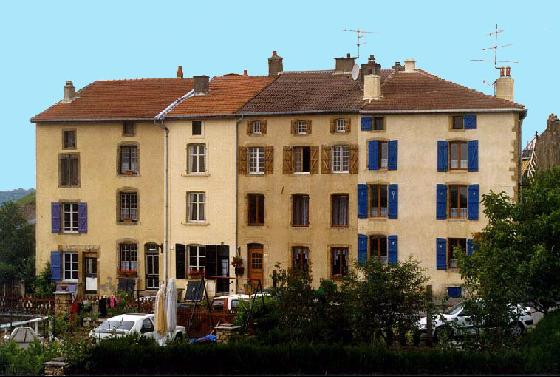
Rue du gouvernement
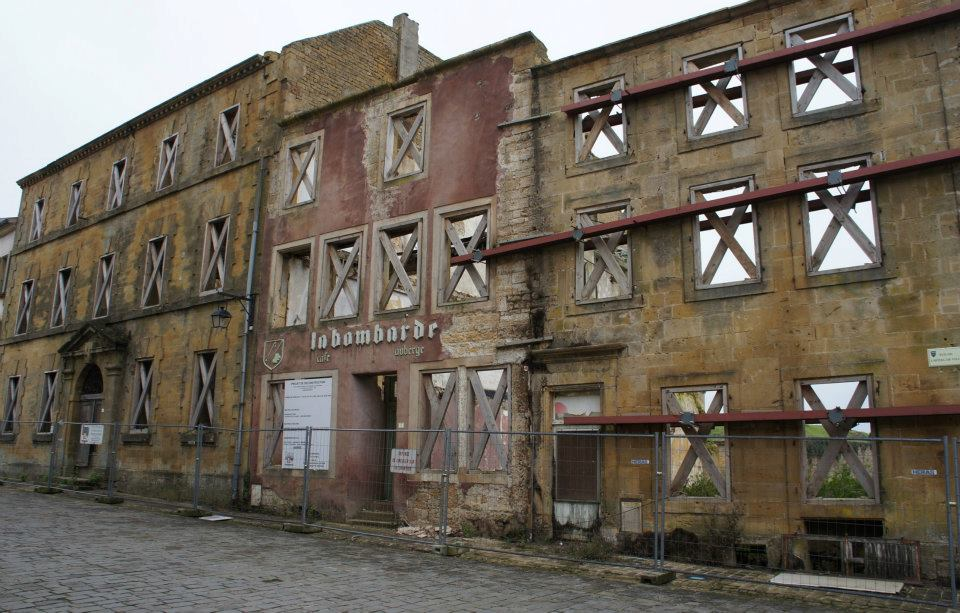
Ruïnes van o.a. de Refugie van Orval
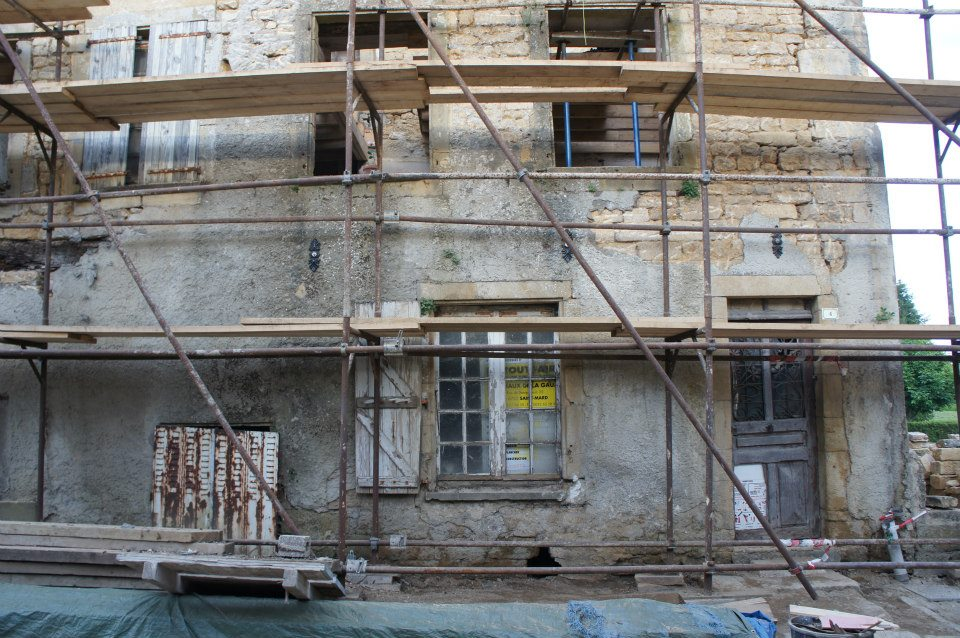
Rue de la sous-préfecture 4, voor de renovatie
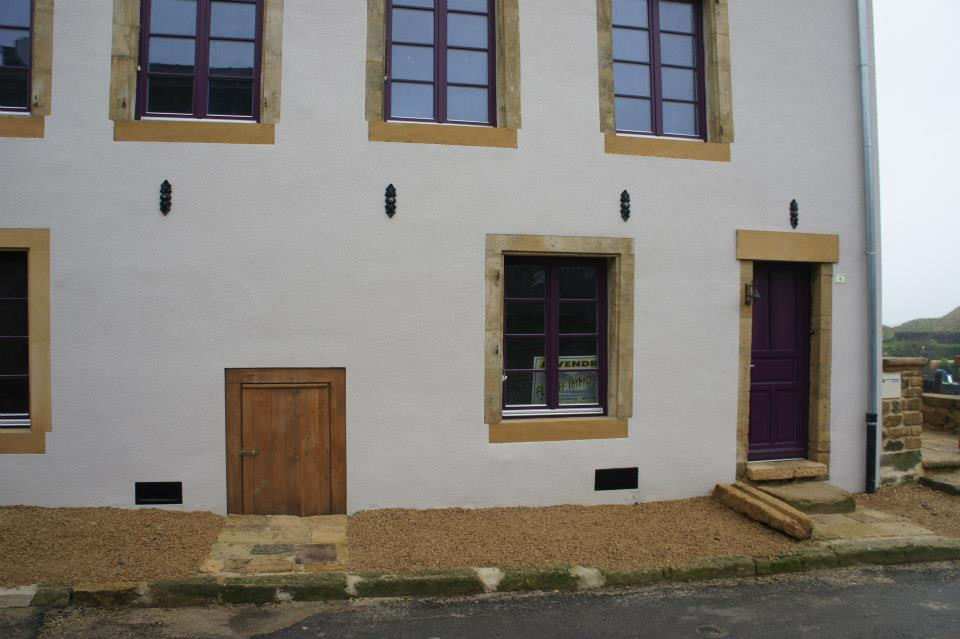
Rue de la sous-préfecture 4, na de renovatie

## Trivia
De citadel van Montmédy-Haut vormt het decor voor het tweedelige beeldverhaal "Les enfants de la Citadelle" uit de reeks Tendre Violette (in het Nederlands uitgegeven als Bosliefje) getekend en geschreven door Jean-Claude Servais dat gepubliceerd werd in 2006 en 2007.